# يا سلطان المدينة (فلم)
يا سلطان المدينة (بالفرنسية: Le Sultan de la Médina، بالإنجليزية: The Sultan of the Medina) شريط سينمائي تونسي من إخراج المنصف ذويب عام 1992.

## روابط خارجية
- مقالات تستعمل روابط فنية بلا صلة مع ويكي بيانات